# Vanina Preininger
Vanina Preininger (Buenos Aires, Argentina; 26 de septiembre de 1996) es una futbolista argentina. Juega de mediocampista y defensora en San Lorenzo de la Primera División Femenina de Argentina. Desde los 6 años jugó en el club Jóvenes Deportistas ubicado en Lugano 1 y 2 barrio donde pasó toda su infancia y más, debutó a los 13 años en la Primera División Femenina de San Lorenzo de Almagro, pasó por River, UAI Urquiza y por Boca Juniors.

## Trayectoria

### Inicios
Dio sus primeros pasos en el club "Jóvenes Deportistas" de Villa Lugano, jugaba con varones, hasta que un profesor la llevó a hacer pruebas en San Lorenzo, sin embargo, debido a la escuela lo abandonó.

### San Lorenzo
Volvió con Las Cuervas luego de un tiempo y comenzó a jugar en la escuelita de fútbol femenino. En el año 2010, con solo 13 años, entrenó con el equipo de primera. Y en dicho año también tuvo varios minutos con el primer equipo hasta el año 2014, además también jugó fútsal en el conjunto azulgrana hasta dicho año, consiguiendo varios títulos. en 2015 formó parte del club Kimberley.

### River Plate
En el año 2014 forma parte del equipo millonario. Donde al igual que en San Lorenzo también jugó fútsal además de fútbol 11.

### San Lorenzo (segunda etapa)
A principios de 2017 retorna a San Lorenzo de Almagro.

### UAI Urquiza
El 5 de octubre de 2020, se oficializa como refuerzo del Furgonero.

### Boca Juniors
El 22 de enero de 2022 el club Xeneize anuncia a Preininger como refuerzo para la temporada. En septiembre de 2022 se consagró campeona del Torneo YPF 2022 y sub-campeona de la Copa Libertadores femenina.

## Selección nacional
En 2013 disputó el Sudamericano Sub-17 y en 2015 el Sub-20. Debutó en la selección mayor el 17 de abril de 2021 en la derrota 3-1 ante Brasil.

### Estadísticas
Datos actualizados al último partido jugado el 1 de agosto de 2025.
| Selección | Año   | Amistoso | Amistoso | Copa América | Copa América | Copa Oro | Copa Oro | Total | Total |
| Selección | Año   | PJ       | G        | PJ           | G            | PJ       | G        | PJ    | G     |
| --------- | ----- | -------- | -------- | ------------ | ------------ | -------- | -------- | ----- | ----- |
| Argentina |       |          |          |              |              |          |          |       |       |
| 2021      | 1     | 0        | 0        | 0            | 0            | 0        | 1        | 0     |       |
| 2022      | 1     | 0        | 0        | 0            | 0            | 0        | 1        | 0     |       |
| 2024      | 4     | 0        | 0        | 0            | 4            | 0        | 8        | 0     |       |
| 2025      | 6     | 0        | 6        | 0            | 0            | 0        | 12       | 0     |       |
| Total     | Total | 12       | 0        | 6            | 0            | 4        | 0        | 22    | 0     |

## Clubes
| Club         | Liga               | País      | Año             |
| ------------ | ------------------ | --------- | --------------- |
| San Lorenzo  | Primera División A | Argentina | 2010 - 2014     |
| River Plate  | Primera División A | Argentina | 2014 - 2017     |
| San Lorenzo  | Primera División A | Argentina | 2017 - 2020     |
| UAI Urquiza  | Primera División A | Argentina | 2020 - 2022     |
| Boca Juniors | Primera División A | Argentina | 2022 - 2024     |
| San Lorenzo  | Primera División A | Argentina | 2025 - presente |

## Palmarés

### Títulos nacionales
| Título             | Club         | País      | Año      |
| ------------------ | ------------ | --------- | -------- |
| Primera División A | Boca Juniors | Argentina | 2022     |
| Primera División A | Boca Juniors | Argentina | 2023     |
| Copa de la Liga    | Boca Juniors | Argentina | 2023     |
| Copa Federal       | Boca Juniors | Argentina | 2023     |
| Primera División A | Boca Juniors | Argentina | Ap. 2024 |